# Billete de dos mil colones de 1998
El billete de dos mil colones de 1998 es parte del sistema monetario de Costa Rica y lo emite el Banco Central de Costa Rica a partir de 1998. Presenta en el anverso un retrato del científico costarricense Clodomiro Picado Twight, combinado con una viñeta de la isla del Coco, considerada un exponente de la riqueza biológica del país. En reverso aparece la imagen de un fondo marino con las figuras de un tiburón martillo y un delfín, animales característicos de la fauna acuática de la Isla del Coco. Su color predominante es el café. La primera emisión fue impresa por la François-Charles Oberthur Group y tiene un tamaño de 155 milímetros de largo por 65 milímetros de ancho, en papel de algodón.
El diseño del billete fue realizado por el estudiante de Artes Gráficas de la Universidad de Costa Rica, Marco Morales Salazar. En 2010, el tipo de cambio promedio en Costa Rica es de ₡500 por $1,00 siendo este billete equivalente aproximadamente a $4,00. También a partir de 2010, comenzó la sustitución de todos los billetes por una nueva familia con diferentes colores, diseños y tamaños, iniciando con la introducción del billete de veinte mil colones de 2010 en agosto.

## Detalle de emisiones

### Emisión de 1993-1997
Catálogo # 265
Impreso por François-Charles Oberthur Group.
Serie A
- 30 de julio de 1997 (circulado en 1998).
- 9 de abril de 2003.
- 14 de septiembre de 2005.

## Familia de billetes
| Denominación    | Efigie                  | Color predominante | Dimensiones | Imagen del anverso | Imagen del reverso |
| --------------- | ----------------------- | ------------------ | ----------- | ------------------ | ------------------ |
| ₡1.000 Serie D  | Tomás Soley Güell       | Rojo               | 156 x 66 mm |                    |                    |
| ₡2.000 Serie A  | Clodomiro Picado Twight | Café               | 156 x 66 mm |                    |                    |
| ₡5.000 Serie C  | Chamán                  | Celeste            | 156 x 66 mm |                    |                    |
| ₡10.000 Serie A | Emma Gamboa Alvarado    | Azul               | 156 x 66 mm |                    |                    |
| ₡20.000 Serie A | Carmen Lyra             | Naranja            | 153 x 67 mm |                    |                    |